# Flockaveli
Albums de Waka Flocka Flame
Ferrari Boyz
(2011)
Singles
1. O Let's Do It
Sortie : 25 décembre 2009
2. Hard in da Paint
Sortie : 15 juin 2010
3. No Hands
Sortie : 17 août 2010
4. Grove St. Party
Sortie : 15 février 2011

Flockaveli est le premier album studio de Waka Flocka Flame, sorti le 5 octobre 2010.
L'album s'est classé 2e au Top R&B/Hip-Hop Albums et au Top Rap Albums, 6e au Billboard 200 et 10e au Top Digital Albums.

## Liste des titres
| No  | Titre | Contient un (des) sample(s) de    | Durée |
| --- | --- | --------------------------------- | ----- |
| 1.  | Bustin' at 'Em (Produit par Lex Luger et Joshua « SouthSide » Luellen)                                                | Hypnotize de The Notorious B.I.G. | 4:03  |
| 2.  | Hard in da Paint (Produit par Lex Luger)                                                                              |                                   | 4:06  |
| 3.  | TTG (Trained to Go) (featuring French Montana, YG Hootie, Joe Moses, Suge Gotti et Baby Bomb – Produit par Lex Luger) |                                   | 5:05  |
| 4.  | Bang (featuring YG Hootie & Slim Dunkin – Produit par Lex Luger et Tay Beatz)                                         |                                   | 4:23  |
| 5.  | No Hands (featuring Roscoe Dash et Wale – Produit par Drumma Boy)                                                     | Rain Rain Go Away (Traditionnel)  | 4:22  |
| 6.  | Bricksquad (featuring Gudda Gudda – Produit par Lex Luger)                                                            |                                   | 3:57  |
| 7.  | Fuck the Club Up (featuring Pastor Troy et Slim Dunkin – Produit par Joshua « SouthSide » Luellen)                    |                                   | 4:39  |
| 8.  | Homies (featuring YG Hootie, Popa Smurf et Ice Burgandy – Produit par Prince et Purps)                                |                                   | 4:54  |
| 9.  | Grove St. Party (featuring Kebo Gotti – Produit par Lex Luger)                                                        |                                   | 4:10  |
| 10. | O Let's Do It (featuring Lil' Capp – Produit par L-Don Beatz)                                                         |                                   | 4:08  |
| 11. | Karma (featuring YG Hootie et Popa Smurf – Produit par Lex Luger)                                                     |                                   | 3:52  |
| 12. | Live by the Gun (featuring RA Diggs et Uncle Murda – Produit par Lex Luger)                                           |                                   | 4:09  |
| 13. | For My Dawgs (Produit par Cedric « Yayo » Herbert)                                                                    |                                   | 3:21  |
| 14. | G-Check (featuring YG Hootie, Bo Deal et Joe Moses – Produit par Lex Luger)                                           |                                   | 4:18  |
| 15. | Snake in the Grass (featuring Cartier Kitten – Produit par Lex Luger)                                                 |                                   | 2:58  |
| 16. | Smoke, Drank (featuring Mouse et Kebo Gotti – Produit par Lil Jon et NIKO)                                            |                                   | 4:32  |
| 17. | Fuck This Industry (Produit par Lex Luger)                                                                            |                                   | 5:09  |